# Бортников, Иван Николаевич
Ива́н Никола́евич Бо́ртников (31 августа 1912, село Волчково, Пензенская губерния — 24 мая 1978, Зеленогорск,  Красноярский край) — директор Электрохимического завода в городе Красноярск-45, Герой Социалистического Труда (1970). Лауреат Государственной премии СССР.

## Биография
Родился 31 августа 1912 года в крестьянской семье в деревне Волчково Чембарского уезда Пензенской области (сегодня — Белинский район Пензенской области). Трудовую деятельность начал в колхозе родного села. В 1927 году поступил в профессиональное училище при заводе № 50 в Пензе, которое закончил в 1930 году. В 1934 году окончил техникум, после чего был направлен на завод киноаппаратуры в городе Куйбышев. В 1940 году окончил Ростовский машиностроительный институт по специальности «Станки, инструменты и холодная обработка металлов». После института был направлен по распределению в Нижний Тагил для работы на «Уралвагонзаводе», где работал инженером и механиком цеха. В годы Великой Отечественной войны этот завод выпускал танк «Т-34». В 1947 году был направлен на комбинат № 813 Министерства среднего машиностроения СССР в Свердловске-44. На комбинате работал начальником ремонтно-механического цеха. На этом комбинате совершил профессиональную карьеру. Был начальником цеха, отдела и главным механиком. Участвовал в монтаже технологического оборудования и освоении технологии первого газодиффузионного завода (Д-1) и получении обогащенного урана для атомного оружия. В апреле 1958 года по приказу Министерства среднего машиностроения СССР был назначен директором строящегося в Красноярске-45 секретного предприятия п/я 285, которое позднее было переименовано в Электрохимический завод. После его назначения началось строительство ТЭЦ. В октябре 1962 года была сдана первая очередь завода, который стал градообразующим предприятием. Под руководством Ивана Бортникова строились социальные объекты в городе. В 1970 году Электрохимический завод был награждён орденом Трудового Красного Знамени. За выдающиеся достижения в трудовой деятельности был удостоен в 1970 году звания Героя Социалистического Труда.
Избирался членом городского отделения КПСС и депутатом краевого Совета народных депутатов.
Руководил Электрохимическим заводом в течение двадцати лет.
24 мая 1978 года, после успешного отчёта в министерстве среднего машиностроения, скоропостижно скончался от инфаркта в столичной гостинице «Москва». Похоронен в Красноярске-45 (Зеленогорск).

## Награды
- Герой Социалистического Труда — указом Президиума Верховного Совета СССР от 24 декабря 1970 года
- Орден Ленина — дважды (1966, 1970)
- Орден Трудового Красного Знамени — четырежды
- Лауреат Государственной премии — дважды
- Почётный гражданин Зеленогорска (1981)

## Память
- Именем Ивана Бортникова названа одна из улиц Зеленогорска.
- 31 мая 2000 года на доме № 11 по Комсомольской улице в Зеленогорске была установлена в его честь мемориальная табличка[1].